# Selago zeyheri
Selago zeyheri är en flenörtsväxtart som beskrevs av Jacques Denys Denis Choisy. Selago zeyheri ingår i släktet Selago och familjen flenörtsväxter. Inga underarter finns listade i Catalogue of Life.